# ВВВ-Венло
ВВВ-Ве́нло (нидерл. VVV-Venlo) — нидерландский профессиональный футбольный клуб из города Венло. Был основан 17 февраля 1903 года. Домашние матчи команда проводит на стадионе «Де Кул», его вместимость составляет 8 тысяч зрителей.
В 1959 году клуб становился обладателем Кубка Нидерландов, а в 1993, 2009 и 2017 годах становился победителем Первого дивизиона Нидерландов.
В сезоне 2024/25 клуб занял 14-е место в Эрстедивизи — Первом дивизионе Нидерландов.
Главный тренер команды — Джон Ламмерс.

## История

### 1903—1952
История клуба берёт своё начало в конце девятнадцатого века, когда группа друзей решила создать футбольный клуб в городе Венло. Друзья часто играли в футбол на местной площади Гасплейн (ныне Ноленсплейн) и даже основали собственный футбольный союз, получивший название «Золотой Лев». Они также имели собственное футбольное поле в районе Калденкеркервег. В начале клуб носил разные названия, одно время команда была известна как «Валюас». В конце концов, 7 февраля 1903 года на их встрече в кегельбане было принято решение переименовать клуб в «Футбольную ассоциацию Венло» (нидерл. «Venlose Voetbal Vereniging Venlo»), сокращённо «ВВВ-Венло» или ВВВ (нидерл. «VVV-Venlo», VVV). Позже к клубу присоединилась самая первая футбольная команда в городе — клуб ТХОР.
Первые годы своего существования ВВВ не мог рассчитывать на высокое место в футболе Нидерландов до тех пор, пока в сезоне 1911/12 команда не решила пробиться в южную лигу Нидерландов, в то время также проводились чемпионаты восточной и западной лиг. С сезона 1912/13 команда уже выступала в южной лиге, хотя и с разной степенью успеха. В конце сезона 1921/22 ВВВ был переведён во второй дивизион южной лиги. В дальнейшем клуб довольно долго выступал во второй лиге и становился чемпионом в 1923, 1933 и 1940 году. После окончания Второй мировой войны футбольные дивизионы в Нидерландах были расширены, благодаря этому ВВВ попал в Первый дивизион Нидерландов и с 1948 по 1952 год занимал четвертое место в чемпионате.

### 1953—1961
В 1953 году ВВВ был обвинён Ассоциацией футбола Нидерландов в том, что клуб платит своим игрокам зарплату, хотя Ассоциация в то время яростно выступала против выплат футболистам. Но в этом же 1953 году Ассоциация всё-таки разрешила выплачивать заработную плату игрокам, а уже спустя год, в 1954 году, Ассоциация футбола Нидерландов была признана ФИФА. Таким образом, футбол в Нидерландах получил статус профессионального вида спорта.
Первым профессиональным матчем стала игра между клубом «Алкмар’54» и «Спортклюб Венло», прошедшая 14 августа 1954 года. Матч завершился победой клуба «Алкмар’54» со счётом 3:0. 25 ноября 1954 года «ВВВ-Венло» и «Спортклюб Венло» объединились и временно получили название «Спортклюб ВВВ ’03 драгенд» (нидерл. «Sportclub VVV ’03 dragend»), но спустя некоторое время клуб вернул себе привычное название «ВВВ-Венло». В первом после слияния клубов матче команда на стадионе «Де Мер» уступила амстердамскому «Аяксу». С 1954 года клуб выступал на довольно высоком уровне вплоть до сезона 1961/62. В это время за команду играли многие футболисты, которые вызывались в ряды национальной сборной Нидерландов. В их числе были такие футболисты как Ян Классенс, Фас Вилкес и Кой Копал. В 1959 году клуб достиг самого крупного успеха в своей истории: был завоёван Кубок Нидерландов. В финальном матче в Гааге на стадионе «Зёйдерпарк» был повержен клуб АДО со счётом 1:4. В чемпионате Нидерландов 1960/61 «ВВВ-Венло» занял 3 место, этот результат стал для клуба большим достижением. Благодаря третьему месту ВВВ получил путёвку в розыгрыш кубка Интертото, но выступил в нём неудачно.

### 1962—1989
После нескольких лет успеха команда в 1962 году опустилась в Первый дивизион, а спустя ещё несколько сезонов ВВВ опустился ещё ниже. В тот период у клуба существовали заметные финансовые проблемы и поэтому у клуба была не слишком хорошая репутация. В сезоне 1972/73 главным тренером клуба стал Роб Бан, благодаря которому клуб постепенно начал выбираться из низшего дивизиона Нидерландов. В сезоне 1976/77 команда вновь выступала в Высшем дивизионе и заняла в чемпионате 13 место.
Сезон 1978/79 «ВВВ-Венло» с новым главным Хансом Кроном начал довольно хорошо, но постепенно успехи клуба значительно снизились, и в итоге команда финишировала на последнем месте в чемпионате. Лишь спустя 6 лет, в 1985 году команда смогла вернуться в Высший дивизион. Два сезона в подряд, 1986/87 и 1987/88, клуб занимал 5-е место, в это время главным тренером команды был Ян Рекер. В 1988 году ВВВ дошёл до полуфинала Кубка Нидерландов, но уступил в нём «Роде» из Керкраде.

### 1990—2009
В начале 90-х годов клуб выступал очень нестабильно, команда на тот момент играла в Первом дивизионе. В 1993 году ВВВ выиграл чемпионат Первого дивизиона и вернулся в Высший дивизион, но год спустя опять опустился дивизионом ниже. После этого клуб пережил очень трудные времена, команда на протяжении нескольких сезонов была близка к возвращению в Высший дивизион, но лишь в сезоне 2006/2007 ВВВ, заняв второе место в чемпионате, смог добиться права на участие в стыковых матчах за путёвку в Высший дивизион. В стыковых матчах «ВВВ-Венло» во втором раунде встретился с «Ден Босом». В результате ВВВ по итогам трёх матчей одержал победу со счётом 3:2 и прошёл дальше. В третьем, заключительном, раунде ВВВ предстояло сыграть с «Валвейком». После выигрыша у себя дома со счётом 2:0 ВВВ проиграл в гостях 1:0. Третий матч проходил в Венло и команда, одержав победу со счётом 3:0, добилась права возвращения в высший дивизион Нидерландов.

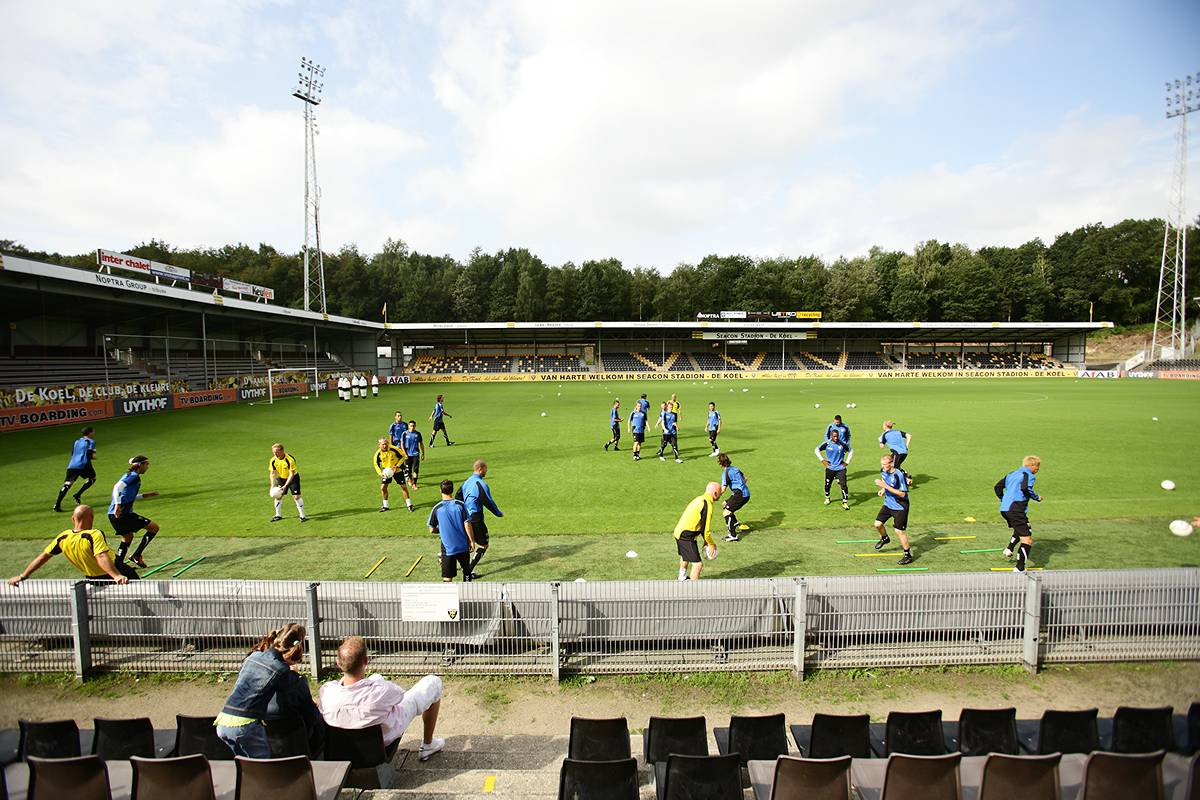
Вид на трибуны стадиона «Де Кул»

После возвращения в элиту Нидерландского футбола подопечные Андре Ветзел в сезоне 2007/08 выиграли всего 7 матчей чемпионата из 34, проиграв при этом 19 встреч. «ВВВ-Венло» занял предпоследнее семнадцатое место, и клубу пришлось оспаривать своё место в Высшем дивизионе в стыковых матчах с «АДО Ден Хагом». В итоге, проиграв по сумме трёх встреч со счётом 3:2, команда была вынуждена отправиться в привычный для «ВВВ-Венло» первый дивизион. После провального сезона Андре Ветзел покинул клуб, а на его место летом 2008 года пришёл Ян ван Дейк, работавший до этого тренером-ассистентом в клубе «Аль-Наср» из города Эр-Рияд.
Перед началом сезона 2008/09 Ван Дейк сразу поставил главную цель для клуба: вновь вернуться в высший дивизион. Под руководством нового тренера «ВВВ-Венло» выиграл чемпионат первого дивизиона сезона 2008/09. Команда на девять очков опередила «Валвейк», который занял второе место. Главным открытием сезона стал нападающий «ВВВ-Венло» Сандро Калабро, забивший 25 мячей в 34 матчах чемпионата, Калабро также стал лучшим снайпером сезона среди всех игроков первого дивизиона.

## Стадион
С 1972 года «ВВВ-Венло» выступает на стадионе «Де Кул», который вмещает 8 тысяч зрителей. В 2004 году стадион получил новое название «Сеакон Стадион Де Кул». В сезоне 2007/08 стадион подвергся небольшому ремонту. В долгосрочной перспективе клуб планирует построить новый стадион в другом месте.

## Достижения
- Первый дивизион Нидерландов
  - Победитель (3): 1992/93, 2008/09, 2016/17
- Кубок Нидерландов
  - Обладатель (1): 1959

## Основной состав

### Команда
| №  |                  | Поз. | Имя              | Год рождения |
| -- | ---------------- | ---- | ---------------- | ------------ |
| 1  | Флаг Кюрасао     | Вр   | Тревор Дорнбюс   | 1999         |
| 3  | Флаг Нидерландов | Защ  | Люк Верхей       | 2005         |
| 4  | Флаг Кюрасао     | Защ  | Дилан Тимбер     | 2000         |
| 5  | Флаг Нидерландов | Защ  | Ларс де Блок     | 2004         |
| 6  | Флаг Нидерландов | ПЗ   | Юп Клюскенс      | 2002         |
| 7  | Флаг Германии    | Нап  | Лассе Вемейер    | 2002         |
| 8  | Флаг Нидерландов | ПЗ   | Тим Брам         | 2006         |
| 9  | Флаг Нидерландов | Нап  | Дин Зандберген   | 2001         |
| 10 | Флаг Нидерландов | ПЗ   | Йорн Трип        | 2005         |
| 11 | Флаг Марокко     | ПЗ   | Нассим Айт-Муху  | 2004         |
| 13 | Флаг Нидерландов | Вр   | Юри Схондервалдт | 2000         |
| 14 | Флаг Нидерландов | Защ  | Томас Рейндерс   | 2004         |
| 15 | Флаг Нидерландов | Защ  | Тейн Йостен      | 2006         |
| 16 | Флаг Германии    | Нап  | Филип Хайзе      | 1991         |

| №  |                  | Поз. | Имя               | Год рождения |
| -- | ---------------- | ---- | ----------------- | ------------ |
| 17 | Флаг Марокко     | Защ  | Дрисс Саддики     | 1996         |
| 18 | Флаг Нидерландов | Нап  | Бьорн ван Зейл    | 2004         |
| 20 | Флаг Нидерландов | ПЗ   | Джошуа Эйгенрам   | 2002         |
| 21 | Флаг Нидерландов | Нап  | Ресли Кесселс     | 2006         |
| 22 | Флаг Германии    | Вр   | Зидан Тайлан      | 2005         |
| 24 | Флаг Нидерландов | ПЗ   | Мохаммед Одрисс   | 2004         |
| 25 | Флаг Нидерландов | ПЗ   | Навароне Фор      | 1992         |
| 26 | Флаг Нидерландов | Нап  | Наим Матуг        | 2003         |
| 27 | Флаг Нидерландов | Нап  | Лайе Кромах       | 2003         |
| 31 | Флаг Бельгии     | Защ  | Майкл Дэвис       | 2002         |
| 33 | Флаг Франции     | Защ  | Габен Бланкур     | 2004         |
| 35 | Флаг Нидерландов | Защ  | Юсри Эль-Анбри    | 2006         |
| 37 | Флаг Нидерландов | Защ  | Диего ван Зютфен  | 2005         |
| 41 | Флаг Бельгии     | Нап  | Евангелос Соферис | 2006         |

### Тренерский штаб
| Должность        | Имя              |
| ---------------- | ---------------- |
| Главный тренер   | Джон Ламмерс     |
| Тренер-ассистент | Иво Россен       |
| Тренер-ассистент | Юри Янссен       |
| Тренер вратарей  | Ронни Бёйтенкамп |

## Трансферы сезона 2025/26

### Пришли
| Поз. | Игрок             | Прежний клуб      | Стоимость/статус трансфера |
| ---- | ----------------- | ----------------- | -------------------------- |
| Вр   | Юри Схондервалдт  | Спарта            | Арендован до 30 июня 2026  |
| Защ  | Люк Верхей        | Эйндховен         | Свободный агент            |
| Защ  | Майкл Дэвис       | Янг Редс          | Свободный агент            |
| Защ  | Томас Рейндерс    | НЕК               | Свободный агент            |
| Защ  | Ларс де Блок      | Фейеноорд (до 19) | Свободный агент            |
| Защ  | Филип Хайзе       | Динамо (Дрезден)  | Свободный агент            |
| ПЗ   | Джошуа Эйгенрам   | Эксельсиор        | Свободный агент            |
| ПЗ   | Нассим Айт-Муху   | Ланс (до 21)      | Свободный агент            |
| ПЗ   | Йорн Трип         | Йонг Спарта       | Арендован до 30 июня 2026  |
| Нап  | Евангелос Соферис | Йонг Витесс       | Свободный агент            |

### Ушли
| Поз. | Игрок            | Новый/прежний клуб | Стоимость/статус трансфера |
| ---- | ---------------- | ------------------ | -------------------------- |
| Вр   | Делано ван Крой  |                    | Свободный агент            |
| Вр   | Тим Шрик         | Тёнис              | Свободный агент            |
| Защ  | Симон Янссен     |                    | Свободный агент            |
| Защ  | Рик Кеттинг      | Пномпень Краун     | Свободный агент            |
| Защ  | Силиан Моконо    |                    | Свободный агент            |
| Защ  | Робин Латхауэрс  |                    | Свободный агент            |
| Защ  | Рул Янссен       |                    | Свободный агент            |
| Защ  | Серано Сеймор    | Эксельсиор         | Окончание аренды           |
| Защ  | Нилс ван Беркел  | Виллем II          | Окончание аренды           |
| Защ  | Эммануэль Гьямфи | Шальке 04          | Окончание аренды           |
| ПЗ   | Элиас Сьерра     |                    | Свободный агент            |
| ПЗ   | Макс де Вал      | Виллем II          | Окончание аренды           |
| Нап  | Тейме Верхейен   | МВВ Маастрихт      |                            |
| Нап  | Мартейн Берден   |                    | Свободный агент            |
| Нап  | Брахим Дарри     |                    | Свободный агент            |

## Главные тренеры
| Главный тренер | Период    |
| -------------- | --------- |
| Ферди Зильц    | 1954—1956 |
| Вилли Кмент    | 1956—1960 |
| Ферди Зильц    | 1961—1963 |
| Йозеф Гезелль  | 1964—1966 |
| Жан Янсен      | 1966—1968 |
| Бас Пауэ       | 1968—1969 |
| Тео Брёкерс    | 1969      |
| Йозеф Гезелль  | 1969—1972 |
| Роб Бан        | 1972—1978 |
| Ханс Крон      | 1978—1979 |
| Сеф Вергоссен  | 1979      |
| Ян Морсинг     | 1979—1981 |
| Сеф Вергоссен  | 1981—1986 |

| Главный тренер   | Период    |
| ---------------- | --------- |
| Ян Рекер         | 1986—1988 |
| Сеф Вергоссен    | 1989      |
| Дуке Хюлсхёйзен  | 1989—1990 |
| Хенк Райер       | 1990—1992 |
| Франс Корвер     | 1992—1994 |
| Реми Рейнирсе    | 1994—1995 |
| Ян Верслейен     | 1995—1996 |
| Хенк ван Сте     | 1996—1998 |
| Хенни Спейкерман | 1998—2000 |
| Ян Верслейен     | 2000—2001 |
| Вим Дюсселдорп   | 2001—2004 |
| Адри Костер      | 2004—2005 |
| Герберт Нойман   | 2005—2006 |

| Главный тренер     | Период     |
| ------------------ | ---------- |
| Андре Ветзел       | 2006—2008  |
| Ян ван Дейк        | 2008—2010  |
| Вилли Бёссен       | 2010—2011  |
| Глен Де Бук        | 2011       |
| Тон Локхофф        | 2012—2013  |
| Рене Трост         | 2013—2014  |
| Мауриц Стейн       | 2014—2019  |
| Роберт Маскант     | 2019       |
| Джей Дриссен и. о. | 2019       |
| Ханс де Конинг     | 2019—2021  |
| Йос Лухукай        | 2021—2022  |
| Рик Крёйс          | 2022—2024  |
| Джон Ламмерс       | 2024—н. в. |